# Галица (Минская область)

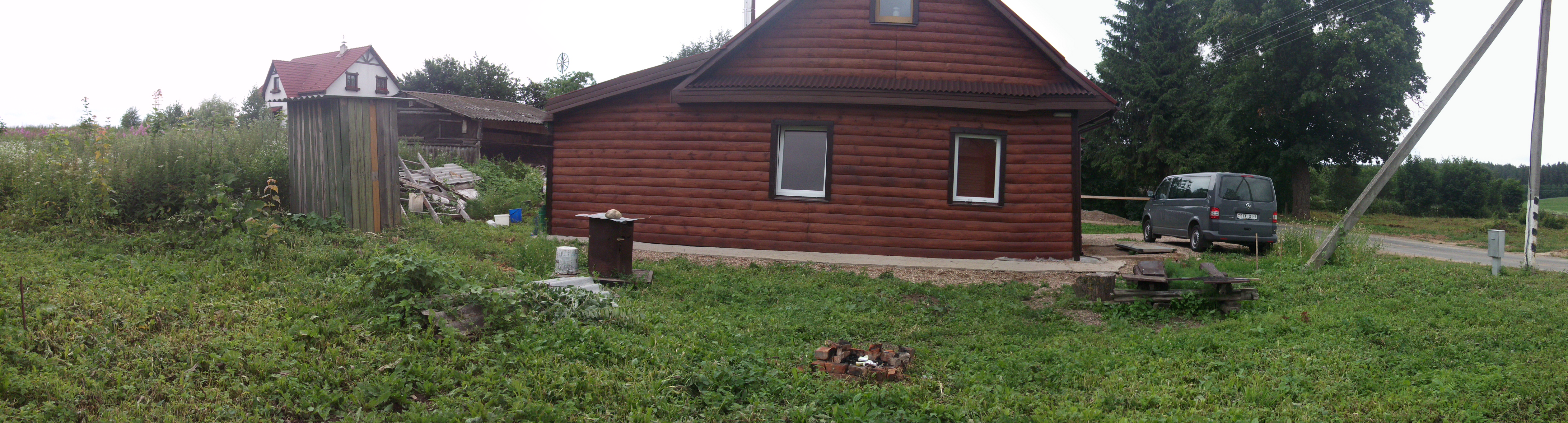

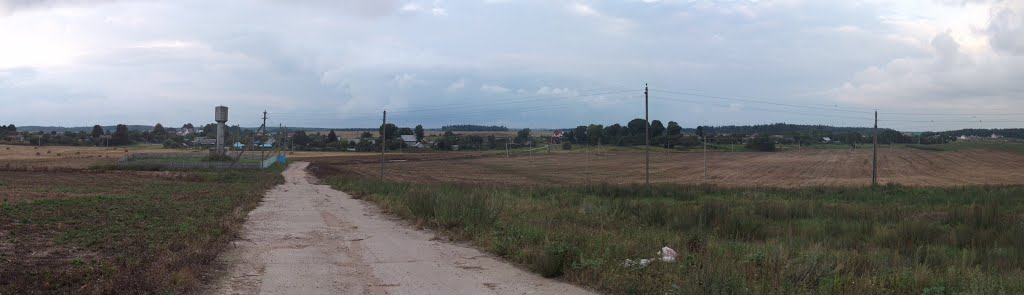

Галица (бел. Галіца) — деревня в Острошицко-Городокском сельсовете Минского района Минской области Беларуси. (16 км от Минской кольцевой автодороги по Логойской трассе).
В основном частная застройка, окружена пахотными землями совхоза. Дорога асфальтирована, полное покрытие сотовой связью, есть водопровод, электрифицирована. Некоторые земельные участки продаются с аукциона. Объектов социально-культурной сферы нет. В основном — частное домовладение. Автобусное сообщение с Минском два раза в день. Промышленных объектов нет.